# وضوح
وضوح المادة المطبوعة (بالإنجليزية: legibility)‏ أو ببساطة الوضوح هو مفهوم يشير إلى مدى سهولة تمييز الأحرف والرموز المطبوعة عن بعضها البعض، ومدى وضوح ومقروئية الحروف، وجودة كتابة أو طباعة النص، وتأثير ذلك على إمكانية إدراك كل كلمة أو سطر أو فقرة من المادة المطبوعة. يعتمد الوضوح على عدة عوامل، منها تصميم الخط نفسه، حجم النص، التباين بين الحروف والخلفية، وكذلك التباعد بين الأحرف والكلمات.
عندما يكون الخط واضحًا، يمكن للقارئ التعرف على الحروف بسرعة ودقة، مما يسهل عملية القراءة ويقلل من الجهد المطلوب لفك شفرة النص.